# Garzón (udde)
Garzón är en udde i Antarktis. Den ligger i Västantarktis. Argentina, Chile och Storbritannien gör anspråk på området.
Terrängen inåt land är bergig åt sydost, men åt nordväst är den kuperad. Havet är nära Garzón norrut.  Trakten är glest befolkad. Närmaste befolkade plats är Gonzalez Videla Station, 10,4 kilometer norr om Garzón. 